# Władysława Gładys
Władysława Gładys (ur. 26 czerwca 1901, zm. 19 listopada 1984) – polska „Sprawiedliwa wśród Narodów Świata”. 

## Życiorys
Przed 1939 r., mieszkających w Warszawie żydowskich biznesmenów o nazwisku Kryształs (późniejː Krysieks), łączyły z rodziną Gładys zażyłe kontakty. Mąż Władysławy w 1939 r. został powołany do wojska i wszelki ślad o nim zaginął. W trakcie II wojny światowej Władysława pomagała swoim żydowskim przyjaciołom dostarczając im żywność w getcie. Po wielkiej akcji latem 1942 r. Gładys postanowiła uratować przyjaciół, ukrywając ich po aryjskiej stronie miasta. Jako pierwsza uciekła z getta Stefa Kryształ-Berenbaum (później Barbara Krysiek), która udała się prosto do domu Gładys, gdzie została ciepło przywitana przez 14-letnią córkę Władysławy. Kilka dni później przybył mąż Stefy, Mieczysław Kryształ (później Mieczysław Krysiek) z rodzicami, którzy natychmiast zostali wysłani do przyjaciół Gładysa. Z biegiem czasu, gdy woźna domu zaczęła podejrzewać, że Stefa jest Żydówką, odesłano ją do ciotki Gładys do czasu, aż będzie mogła bezpiecznie wrócić. Wkrótce po powrocie rozpoznała ją na ulicy koleżanka ze szkoły. Gładys po raz kolejny pomógł jej w ucieczce, załatwiając jej pobyt u znajomego, który mieszkał w pobliskim Burakowie. Stefa wróciła do Warszawy dopiero, gdy koleżanka ze szkoły, która rozpoznała ją na ulicy, została wcielona do wojska i wysłana na front. Po Powstaniu Warszawskim latem 1944 r. i ewakuacji miasta Gładys wraz z córką i Stefą przeprowadziły się do wsi niedaleko Końskich, gdzie przebywały do wyzwolenia tych terenów przez Armię Czerwoną.   
Władysława Gładys jest pochowana na Cmentarzu Parafialnym w Warce (sektorː D, rządː 2, gróbː 13).   
21 lutego 1992 r. Instytut Jad Waszem uhonorował Władysławę Gładys medalem „Sprawiedliwy wśród Narodów Świata”.